# Acrapex seydeli
Acrapex seydeli là một loài bướm đêm trong họ Noctuidae.